# Yannick Eijssen
Yannick Eijssen est un coureur cycliste professionnel belge né le 26 juin 1989 à Louvain en Belgique. Il a notamment couru au sein des équipes BMC Racing entre 2011 et 2014, puis Wanty-Groupe Gobert en 2015. Considéré comme étant l'un des principaux espoirs belges de sa génération, il n'a cependant jamais confirmé au plus haut niveau.

## Biographie
Après avoir remporté le Tour d'Istrie et terminé deuxième de la Coupe du monde UCI Juniors en 2007, il gagne en 2010 la Beverbeek Classic en Belgique, l'étape d'Ax 3 Domaines et le classement général de la Ronde de l'Isard en France et termine sixième de Liège-Bastogne-Liège espoirs. En septembre, il participe au Tour de l'Avenir au sein de la sélection belge. Il remporte la troisième étape au col du Béal et endosse le maillot jaune à la suite de cette victoire. Il participe également au championnat du monde sur route espoirs au service de Laurens De Vreese. Il prend la 22e place. Il est lauréat du Vélo de cristal de meilleur jeune cycliste belge de l'année.
Il devient professionnel en 2011 au sein de la formation américaine BMC Racing. À la fin de la saison 2014, il signe un contrat avec l'équipe continentale professionnelle belge Wanty-Groupe Gobert.
Fin 2015, il signe un contrat avec l'équipe continentale Crelan-Vastgoedservice. Le 16 mai 2016, il prend sa retraite comme coureur cycliste.

## Palmarès

### Par années
- 2005
  - 3e étape du Critérium Européens des Jeunes
- 2007
  - Trophée des Flandres
  - 4e étape du Tour du Valromey
  - Liège-La Gleize :
    - Classement général
    - 2ea étape (contre-la-montre par équipes)

  - Tour d'Istrie :
    - Classement général
    - 2e étape

  - 2e du Tour du Valromey
  - 2e du Grand Prix Rüebliland
  - 2e de la Coupe du monde UCI Juniors
- 2009
  - 2e du Trofee van Haspengouw
  - 2e du Mémorial Henri Garnier
  - 3e du Tour des Pays de Savoie
- 2010
  - Beverbeek Classic
  - Ronde de l'Isard d'Ariège :
    - Classement général
    - 3e étape

  - 3e étape du Tour de l'Avenir
  - 2e du championnat de Belgique sur route espoirs
  - 3e du Trofee van Haspengouw
  - 3e du Tour des Pyrénées
- 2012
  - 1re étape du Tour du Trentin (contre-la-montre par équipes)
- 2013
  - 2e étape du Tour du Qatar (contre-la-montre par équipes)
- 2014
  - 1re étape du Tour du Trentin (contre-la-montre par équipes)

## Résultats sur les grands tours

### Tour d'Italie
1 participation
- 2014 : abandon (10e étape)

### Tour d'Espagne
2 participations
- 2012 : 119e
- 2013 : 83e

## Classements mondiaux
| Année           | 2009 | 2010 | 2011 | 2012 | 2013 | 2014 |
| --------------- | ---- | ---- | ---- | ---- | ---- | ---- |
| UCI World Tour  |      |      | nc   | nc   | nc   | nc   |
| UCI Europe Tour | 462e | 89e  |      |      |      |      |

## Distinction
- Vélo de cristal de meilleur jeune belge en 2010